# Пиварник, Роман
Роман Пиварник (словац. Roman Pivarník; род. 17 февраля 1967, Кошице) — словацкий футбольный тренер, в прошлом — футболист, выступал на позициях защитника, полузащитника и нападающего.

## Карьера игрока
Роман Пиварник является воспитанником клуба Кошице, в котором играл за молодёжные сборные разных возрастов. На взрослом уровне в 1986 году его первым клубом стал «Табор» из одноимённого города. В следующем году он переехал в Банску-Бистрицу, где на протяжении сезона играл за местную «Дуклу». В этих двух командах он прошёл воинскую службу. С 1988 по 1994 год Пиварник выступал за пражскую «Дуклу» и оломоуцкую «Сигму». Летом 1994 года уехал за границу, подписав контракт с австрийским «Рапидом». В 1995 году выиграл с клубом Кубок Австрии, а в сезоне 1995/96 «Рапид» стал чемпионом Австрии и вышел в финал Кубка обладателей кубков, где уступил французскому ПСЖ с минимальным счётом 0:1. В 1997 году перешёл в другой венский клуб «Герасдорф», в котором провёл один сезон. В следующем сезоне выступал за израильский клуб «Бней Иегуда». Летом 1999 года переехал в Германию, подписав контракт с клубом «Карл Цейсс». В конце сезона 1999/00 завершил карьеру игрока. В чехословацких и чешских чемпионатах сыграл в 119 матчах и забил 3 мяча. В еврокубках отыграл 14 матчей.

## Карьера тренера
По окончании карьеры игрока в 2000 году Пиварник стал главным тренером клуба «Оломоуц», затем сезон провёл качестве рулевого «Высочины» из Йиглавы. Далее был главным тренером клуба «Аль-Кадисия» из Саудовской Аравии, после чего вернулся в Чехию и возглавил клуб «Ганацка Славия» из Кромержижа. В 2006 году был помощником главного тренера «Рапида» Георга Целльхофера. С 2007 по 2010 годы возглавлял словацкий клуб «Татран». Летом 2008 года был одним из основных претендентов на пост главного тренера сборной Австрии, но в итоге остался в «Татране». В сезоне 2007/08 его подопечные вышли в высшую лигу Словакии. Летом 2001 года возвратился в Чехию, вновь возглавив «Высочину». С 2012 по 2013 года тренировал оломоуцкую «Сигму», с которой выиграл Суперкубок Чехии. С 2014 по 2016 годы являлся наставником пражского «Богемианса», наивысшим достижением было 8 место в сезоне 2014/15.
25 мая 2016 года возглавил пльзеньскую «Викторию», сменив на посту главного тренера Карела Крейчего. С клубом заключил двхлетний контракт с возможностью продления.

## Достижения

### Как игрока
Рапид Вена
- Чемпион Австрии: 1995/96
- Обладатель Кубка Австрии: 1994/95
- Финалист Кубка кубков: 1995/96

### Как тренера
Сигма Оломоуц
- Обладатель Суперкубка Чехии : 2012

## Личная жизнь
Роман Пиварник — сын известного словацкого спринтера Имриха Пиварника и племянник чемпиона Европы 1976 года Яна Пиварника.